# Charles A. Hill
Charles Augustus Hill (* 23. August 1833 in Truxton, Cortland County, New York; † 29. Mai 1902 in Joliet, Illinois) war ein US-amerikanischer Politiker der Republikanischen Partei, der kurze Zeit Vertreter von Illinois im US-Repräsentantenhaus war.

## Biografie
Nach dem Besuch von Schulen in Griffins Mills, Hamburg und im Will County besuchte er 1856 das Bell's Commercial College in Chicago, ehe er anschließend Rechtswissenschaft studierte. Nachdem er zunächst als Rechtsanwalt in Indianapolis zugelassen wurde, kehrte er 1860 nach Will County zurück und nahm dort ebenfalls eine Tätigkeit als Rechtsanwalt auf.
Im August 1862 meldete er sich freiwillig während des Sezessionskrieges zum Militärdienst bei der F-Kompanie des 8. Regiments der Freiwilligen-Kavallerie von Illinois (Illinois Volunteer Cavalry). Später wurde er zunächst Oberleutnant und dann 1865 zum Hauptmann der C-Kompanie des 1. Regiments der US Colored Troops befördert. Nach dem Ende des Krieges kehrte er nach Will County zurück und eröffnete eine Rechtsanwaltskanzlei in Joliet. Dazwischen war er von 1868 bis 1872 Staatsanwalt (Prosecuting Attorney) für Will County und Grundy County.
1889 wurde er als Kandidat der Republikaner zum Mitglied des US-Repräsentantenhauses gewählt und vertrat dort vom 4. März 1889 bis zum 3. März 1891 den 8. Kongresswahlbezirk von Illinois, unterlag allerdings bei den Wahlen zum 52. US-Kongress dem Demokraten Lewis Steward.
Nach einer anschließenden erneuten Tätigkeit als Rechtsanwalt in Joliet war er zuletzt von 1897 bis 1900 Assistent des Generalstaatsanwalts von Illinois (Assistent Attorney General).